# Liste der Fachhochschulen in Deutschland
Diese Liste der Fachhochschulen in Deutschland listet alle Fachhochschulen in Deutschland. Sie sind nach Bundesland und Träger sortiert. Insgesamt sind 240 Fachhochschulen in Deutschland erfasst.

## Fachhochschulen nach Ländern

### Baden-Württemberg

#### Staatliche Fachhochschulen
- Hochschule für Technik und Wirtschaft Aalen
- Hochschule Albstadt-Sigmaringen
- Hochschule Biberach
- Hochschule Esslingen
- Hochschule Furtwangen
- Hochschule Heilbronn
- Hochschule Karlsruhe
- Hochschule für öffentliche Verwaltung Kehl
- Hochschule Konstanz Technik, Wirtschaft und Gestaltung
- Hochschule für öffentliche Verwaltung und Finanzen Ludwigsburg
- Hochschule Mannheim
- Hochschule für Wirtschaft und Umwelt Nürtingen-Geislingen
- Hochschule Offenburg
- Hochschule Pforzheim
- Hochschule Ravensburg-Weingarten
- Hochschule Reutlingen
- Hochschule für Forstwirtschaft Rottenburg
- Hochschule für Gestaltung Schwäbisch Gmünd
- Hochschule der Medien Stuttgart
- Hochschule für Technik Stuttgart
- Technische Hochschule Ulm
- Hochschule für Polizei Baden-Württemberg
- Hochschule für Rechtspflege Schwetzingen
- Hochschule der Bundesagentur für Arbeit

#### Kirchliche und private Fachhochschulen
- AKAD Bildungsgesellschaft
- Allensbach Hochschule (ehem. WHL Wissenschaftliche Hochschule Lahr), Konstanz (ab 2015)
- Evangelische Hochschule Freiburg
- Evangelische Hochschule Ludwigsburg
- Hochschule für Kunsttherapie Nürtingen
- Internationale Hochschule Liebenzell
- Karlshochschule International University (Karlsruhe)
- Katholische Hochschule Freiburg
- Merz Akademie
- Naturwissenschaftlich-Technische Akademie Isny
- SRH Hochschule für Wirtschaft und Medien Calw (bis 2017)
- SRH Hochschule Heidelberg
- SRH Fernhochschule
- Theologische Hochschule Reutlingen

### Bayern

#### Staatliche Fachhochschulen
- Ostbayerische Technische Hochschule Amberg-Weiden
- Hochschule für angewandte Wissenschaften Ansbach
- Technische Hochschule Aschaffenburg
- Technische Hochschule Augsburg
- Hochschule für angewandte Wissenschaften Coburg
- Technische Hochschule Deggendorf
- Hochschule für Angewandte Wissenschaften Hof
- Technische Hochschule Ingolstadt
- Hochschule für angewandte Wissenschaften Kempten
- Hochschule für angewandte Wissenschaften Landshut
- Hochschule für angewandte Wissenschaften München
- Hochschule für angewandte Wissenschaften Neu-Ulm
- Technische Hochschule Nürnberg Georg Simon Ohm
- Ostbayerische Technische Hochschule Regensburg
- Technische Hochschule Rosenheim
- Hochschule für angewandte Wissenschaften Weihenstephan-Triesdorf
- Technische Hochschule Würzburg-Schweinfurt
- Hochschule für den öffentlichen Dienst in Bayern
- Universität der Bundeswehr München (bietet mehrere Fachhochschulstudiengänge an)

#### Kirchliche und private Fachhochschulen
- Katholische Universität Eichstätt-Ingolstadt (bietet mehrere Fachhochschulstudiengänge an)
- Katholische Stiftungshochschule München
- Evangelische Hochschule Nürnberg
- Munich Business School
- Hochschule für angewandtes Management
- Hochschule für angewandte Wissenschaften Bamberg (2011–2013)
- Hochschule Macromedia
- Internationale Hochschule SDI München
- Fachhochschule des Mittelstands

### Berlin
- Alice Salomon Hochschule Berlin
- bbw Hochschule

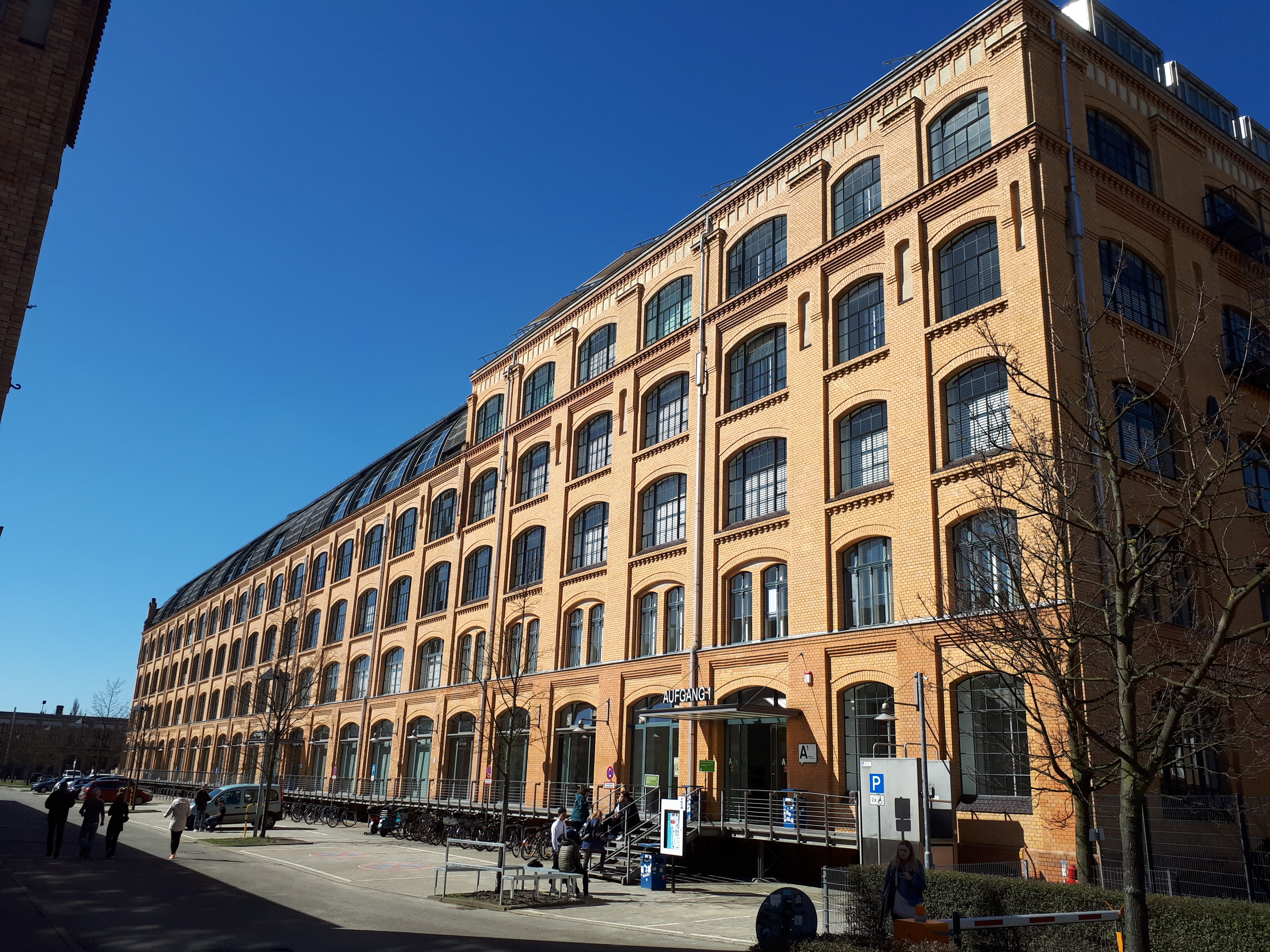
Hochschule für Technik und Wirtschaft Berlin

- Berlin International University of Applied Sciences
- Berliner Technische Kunsthochschule
- Berliner Hochschule für Technik
- BSP Business & Law School Berlin
- CODE University of Applied Sciences
- Evangelische Hochschule Berlin
- Hochschule für soziale Arbeit und Pädagogik
- FOM – Hochschule für Oekonomie und Management
- Deutsche Hochschule für Gesundheit und Sport
- Hochschule für Technik und Wirtschaft Berlin
- Hochschule für Wirtschaft und Recht Berlin
- IB Hochschule für Gesundheit und Soziales
- Katholische Hochschule für Sozialwesen Berlin
- Media University of Applied Sciences
- Mediadesign Hochschule
- MSB Medical School Berlin
- SRH Berlin University of Applied Sciences
- SRH Berlin School of Design and Communication
- SRH Berlin School of Popular Arts
- Victoria – Internationale Hochschule
- Akkon-Hochschule für Humanwissenschaften

### Brandenburg

#### Staatliche Fachhochschulen
- Technische Hochschule Brandenburg
- Fachhochschule für Finanzen des Landes Brandenburg
- Hochschule der Polizei des Landes Brandenburg
- Hochschule für nachhaltige Entwicklung Eberswalde
- Brandenburgische Technische Universität Cottbus-Senftenberg
- Fachhochschule Potsdam
- Technische Hochschule Wildau
- Theologische Hochschule Elstal

#### Kirchliche und private Fachhochschulen
- Hochschule Clara Hoffbauer Potsdam

### Bremen
- Apollon Hochschule der Gesundheitswirtschaft
- Hochschule Bremen
- Hochschule Bremerhaven
- Hochschule für Öffentliche Verwaltung Bremen
- Hochschule für Künste Bremen

### Hamburg
- AMD Akademie Mode & Design
- Brand University
- Hamburger Fern-Hochschule
- Hochschule für Angewandte Wissenschaften Hamburg
- Akademie der Polizei Hamburg
- EBC Hochschule
- Europäische Fernhochschule Hamburg
- Evangelische Hochschule für Soziale Arbeit & Diakonie
- Northern Business School
- Norddeutsche Akademie für Finanzen und Steuerrecht
- HSBA Hamburg School of Business Administration
- International Business School of Service Management
- MSH Medical School Hamburg
- Hochschule Fresenius
- Bucerius Law School

### Hessen

#### Staatliche Fachhochschulen
- Hochschule Darmstadt
- Frankfurt University of Applied Sciences
- Hochschule Fulda
- Technische Hochschule Mittelhessen
- Archivschule Marburg
- Hessische Hochschule für Finanzen und Rechtspflege
- Hochschule RheinMain
- Hessische Hochschule für Polizei und Verwaltung

#### Kirchliche und private Fachhochschulen
- accadis Hochschule Bad Homburg
- CVJM-Hochschule
- Diploma Hochschule
- Evangelische Hochschule Darmstadt
- Hochschule Fresenius
- Hochschule der Deutschen Gesetzlichen Unfallversicherung
- Provadis School of International Management and Technology
- Wilhelm Büchner Hochschule

### Mecklenburg-Vorpommern

#### Staatliche Fachhochschulen
- Hochschule Stralsund
- Hochschule Wismar
- Hochschule Neubrandenburg
- Fachhochschule für öffentliche Verwaltung, Polizei und Rechtspflege
- Hochschule der Bundesagentur für Arbeit

#### Kirchliche und private Fachhochschulen
- Baltic College (bis 2013)
- Fachhochschule des Mittelstands

### Niedersachsen

#### Staatliche Fachhochschulen
- Hochschule Hildesheim/Holzminden/Göttingen
- Hochschule Emden/Leer
- Hochschule Hannover
- Hochschule Osnabrück
- Jade Hochschule
- Ostfalia Hochschule für angewandte Wissenschaften

#### Kirchliche und private Fachhochschulen
- Fachhochschule des Mittelstands
- Fachhochschule für die Wirtschaft Hannover
- Hochschule 21
- Hochschule für Künste im Sozialen Ottersberg
- Hochschule Weserbergland
- PFH Private Hochschule Göttingen
- Private Hochschule für Wirtschaft und Technik
- Leibniz-Fachhochschule

### Nordrhein-Westfalen

#### Staatliche Fachhochschulen
- FH Aachen
- Hochschule Bielefeld
- Hochschule Bochum
- Hochschule Bonn-Rhein-Sieg
- Fachhochschule Dortmund
- Hochschule Düsseldorf
- Hochschule Hamm-Lippstadt
- Hochschule für Gesundheit
- Technische Hochschule Köln
- FH Münster
- Hochschule Niederrhein
- Technische Hochschule Ostwestfalen-Lippe
- Hochschule Rhein-Waal
- Hochschule Ruhr West
- Fachhochschule Südwestfalen
- Westfälische Hochschule Gelsenkirchen Bocholt Recklinghausen

- Hochschule des Bundes für öffentliche Verwaltung
- Hochschule für Finanzen Nordrhein-Westfalen
- Hochschule für Polizei und öffentliche Verwaltung Nordrhein-Westfalen
- Fachhochschule für Rechtspflege Nordrhein-Westfalen

#### Kirchliche und private Fachhochschulen
- CBS International Business School
- EBZ Business School
- Europäische Fachhochschule
- Evangelische Hochschule Rheinland-Westfalen-Lippe
- Fachhochschule der Diakonie
- Fachhochschule der Wirtschaft
- Fachhochschule des Mittelstands
- FOM – Hochschule für Oekonomie und Management
- Hochschule für Finanzwirtschaft & Management
- Hochschule für Medien, Kommunikation und Wirtschaft
- International School of Management
- IU Internationale Hochschule
- Katholische Hochschule Nordrhein-Westfalen
- Praxis-Hochschule
- Rheinische Hochschule Köln
- SRH Hochschule in Nordrhein-Westfalen
- Technische Hochschule Georg Agricola
- University of Europe for Applied Sciences

### Rheinland-Pfalz
- Technische Hochschule Bingen
- Hochschule Kaiserslautern
- Hochschule Koblenz
- Hochschule für Wirtschaft und Gesellschaft Ludwigshafen
- Hochschule Mainz
- Katholische Hochschule Mainz
- Hochschule der Polizei Rheinland-Pfalz
- Hochschule für öffentliche Verwaltung Rheinland-Pfalz
- Hochschule Trier
- Hochschule Worms
- Hochschule der Deutschen Bundesbank
- Hochschule für Finanzen Rheinland-Pfalz

### Saarland
- Hochschule für Technik und Wirtschaft des Saarlandes
- Fachhochschule für Verwaltung des Saarlandes
- Deutsche Hochschule für Prävention und Gesundheitsmanagement

### Sachsen

#### Staatliche Fachhochschulen
- Hochschule für Technik und Wirtschaft Dresden
- Hochschule für Technik, Wirtschaft und Kultur Leipzig
- Hochschule Mittweida
- Hochschule Zittau/Görlitz
- Westsächsische Hochschule Zwickau

##### Weitere Fachhochschulen des Freistaates Sachsen
- Hochschule der Sächsischen Polizei
- Hochschule Meißen (FH) und Fortbildungszentrum

#### Staatlich anerkannte Fachhochschulen
- Hochschule für Telekommunikation Leipzig

##### Kirchliche Fachhochschulen
- Evangelische Hochschule Moritzburg
- Evangelische Hochschule Dresden

#### Private Fachhochschulen
- AKAD Bildungsgesellschaft
- Private Fernfachhochschule Sachsen
- Hochschule für Grafik und Buchkunst Leipzig

### Sachsen-Anhalt
- Hochschule Anhalt
- Hochschule Magdeburg-Stendal
- Hochschule Merseburg
- Hochschule Harz
- Fachhochschule Polizei Sachsen-Anhalt
- Steinbeis Hochschule

### Schleswig-Holstein
- AKAD-Fachhochschule Pinneberg
- Hochschule Flensburg (Fachhochschule)
- Fachhochschule Kiel
- Technische Hochschule Lübeck
- Fachhochschule Wedel
- Fachhochschule Westküste
- Fachhochschule für Verwaltung und Dienstleistung
- Nordakademie

### Thüringen
- Fachhochschule Erfurt
- Ernst-Abbe-Hochschule Jena
- Hochschule Nordhausen
- Hochschule Schmalkalden
- Thüringer Fachhochschule für öffentliche Verwaltung
- Fachhochschule für Forstwirtschaft
- Adam-Ries-Fachhochschule
- SRH Hochschule für Gesundheit
- FH Kunst Arnstadt (2008–2013)